# Place fortifiée de Belfort
La place fortifiée de Belfort est une place de première ligne de défense du système défensif Séré de Rivières entre celles d'Épinal et de Besançon.

## Histoire
| \| Brest Cherbourg Paris Lille Maubeuge Verdun Toul Épinal Belfort Besançon Langres Dijon Lyon Albertville Grenoble Briançon Nice Toulon \| Les principales places fortifiées entre 1874 et 1914 (système Séré de Rivières). |
| Brest Cherbourg Paris Lille Maubeuge Verdun Toul Épinal Belfort Besançon Langres Dijon Lyon Albertville Grenoble Briançon Nice Toulon                                                                                        |

Au lendemain de la défaite traumatisante de 1870-1871, la place forte de Belfort, important nœud de communications routières et ferroviaires, est choisie, avec celles d'Épinal, de Toul et de Verdun pour constituer la « première ligne » du système de défense mis au point par Séré de Rivières.
La première ligne de défense, dans l’Est de la France à proximité de la frontière, est formée par plusieurs rideaux d’ouvrages. La place fortifiée de Belfort (le camp retranché de Belfort) est située entre le Fort de Giromagny qui fait partie du rideau de la Haute-Moselle et le Fort Lachaux du Môle défensif du Lomont.
Le principe du camp retranché est la concentration de l’artillerie dans les forts permanents construits autour de la ville. La distance par rapport à la ville correspond à la portée des canons et la distance entre les forts permet une défense mutuelle.
Le camp retranché de Belfort comprenait vers la fin du XIXe siècle les forts de la première ceinture fortifiée construits entre 1793 et 1870, les forts Séré de Rivières construits entre 1874 et 1886, et de nombreuses batteries.
Forts construits entre 1792 et 1870 (composant la 1re ceinture fortifiée) :
- Fort de la Miotte (ou fort Kléber) (1831)
- Fort de la Justice (ou fort Lecourbe) (1826)
- Fort des Hautes Perches (1815-1870)
- Fort des Basses Perches (1815-1870)
- Fort Bellevue (1870) – Fort démoli début XXe siècle
- Fort des Barres (ou fort Hatry) (1865-1870)

Forts Séré de Rivières construits entre 1874 et 1886 (composant la 2e ceinture fortifiée, sauf les forts des Perches remaniés, qui font partie de la 1re ceinture fortifiée) :
- Fort du Salbert (1874-1877)
- Fort de Roppe (1875-1877)
- Fort de Bessoncourt (1883-1886)
- Fort de Vézelois (1883-1886)
- Fort du Bois-d'Oye (1883-1886)
- Fort du Mont-Vaudois (1874-1877)
- Fort des Hautes-Perches (1874-1877) - Reconstruction du fort achevé en 1870
- Fort des Basses-Perches (1874-1877) - Reconstruction du fort achevé en 1870
- Fort Lachaux (1876-1878)
- Fort de Giromagny (1875-1879)

Les deux forts des Perches de la première ceinture fortifiée ont été conservés mais reconstruits par le général Séré de Rivières. La raison pourrait être la valeur stratégique prouvée lors de la phase finale du siège Denfert-Rochereau en 1870-1871.
Une vingtaines de peites fortifications (ouvrages) complètent ce dispositif défensif :
Piton Lagace, Mont Rudolphe, Etang Neuf, Denney, Rondot, Chèvremont, Trois Chênes, Meroux, Moval, Fougerais, Verpillère, Bois des Esserts, Haut du Bois, Héricourt, Bas du Mont, Côte d'Esssert, Nord du Salbert, Sud du Salbert, Petit Salbert, de la Forêt, Haut d'Evette, Monceau.
S'y ajoutent 13 abris de combat, 1 batterie, le réduit du Bosmont, le magasin à poudre du Bosmont,  6 corps de garde, 3 abris-cavernes, 1 casemate, 3 observatoires...
Après le décret du 21 janvier 1887 pris par le général Boulanger, alors ministre de la guerre, les bâtiments militaires sont rebaptisés du nom d'une gloire, si possible militaire et locale. Ainsi, les forts prennent de nouveaux noms. Localement, ces "nouveaux" noms ne s'imposeront pas vraiment parmi la population.
Aujourd’hui, la plupart des différents sites de cet ensemble ont perdu leur usage militaire : ils sont pour la plupart à l'abandon.

## Quelques ouvrages composant la place fortifiée

### Fort du Salbert (ou fort Lefebvre)
Situé dans la commune de Belfort, à une altitude moyenne de 650 mètres. C'est le fort le plus haut de la place.

### Fort de Roppe (ou fort Ney)
Situé dans la commune de Roppe, c'est le fort situé le plus à l'Est de la place (le plus proche de la frontière franco-allemande).

### Fort du Bois-d'Oye (ou fort Eblé)
Situé dans la commune de Bermont.

### Fort des Basses-Perches (ou fort Valmy)
Situé entre les communes de Danjoutin et de Belfort.

### Fort des Hautes-Perches (ou fort Rapp)
Situé dans la commune de Pérouse.

### Fort de Vézelois (ou fort Ordener)
Situé entre les communes de Meroux et de Vézelois.

### Fort du Mont-Vaudois (ou fort Broussier)
Situé dans la commune d'Héricourt.

### Fort de Bessoncourt (ou fort Sénarmont)
Construit de 1883 à 1886 pour interdire la circulation sur les routes de Comar et Bâle et la VHF de Mulhouse et assurer la protection des fortss de Roppe et du Vézelois. Prévu pour 650 hommes et une trentaine de pièces d'artillerie. Une carapace de béton a été coulée sur 1/ 3 du casernemnt central en 1888 et, en 1908-1909, 2 tourelles pour canons et 2 pour mitrailleuses ont été ajoutées. Il a servi d'hôpital durant la Première Guerre mondiale et a été acheté par la commune en 1993. Depuis 2014, l'association du fort Sénarmont l'a pris en charge pour l'entretien et les visites. 

### Fort Lachaux (ou fort Razout)
Le fort Lachaux est situé dans la commune de Grand-Charmont. Il faisait initialement partie du môle défensif du Lomont ; à partir de 1906, il a été rattaché à la place forte de Belfort.

### Ouvrage du Monceau
Situé dans la commune de Valdoie.

### Magasin de secteur du Bosmont
Situé dans la commune de Danjoutin.

### Réduit du Bosmont
Situé dans la commune de Danjoutin.